# ホテル・ウクライナ
ホテル・ウクライナ（ホテル「ウクライナ」、ウクライナ・ホテル、Гостиница "Украина"、Hotel Ukraina）は、ロシアのモスクワにあるホテル。ホテルのランクは5つ星。アルカディ・モルドヴィノフおよびヴャチェスラフ・オルタルジェーフスキーにより設計された。

## 概要
高さ206メートルのスターリン・ゴシック様式による摩天楼。モスクワのセブン・シスターズのひとつである。1953年から1957年にかけて建設された。重厚なファサードと、ウクライナの伝統的な意匠に基づく内装が特徴的である。玄関ロビーにはフレスコ画の天井画がある。中央部の摩天楼がホテルで、周囲の低層棟はアパートとなっている。中央棟の前面には広場があり、この広場には1974年にウクライナの国民的詩人タラス・シェフチェンコの像が立てられた。（ドイツ語版の画像[:de]を参照）
現在はカールソン・レジドール・ホテルズに加盟し、ラディソン・ロイヤル・ホテル・モスクワという名称になっている。

## 脚注

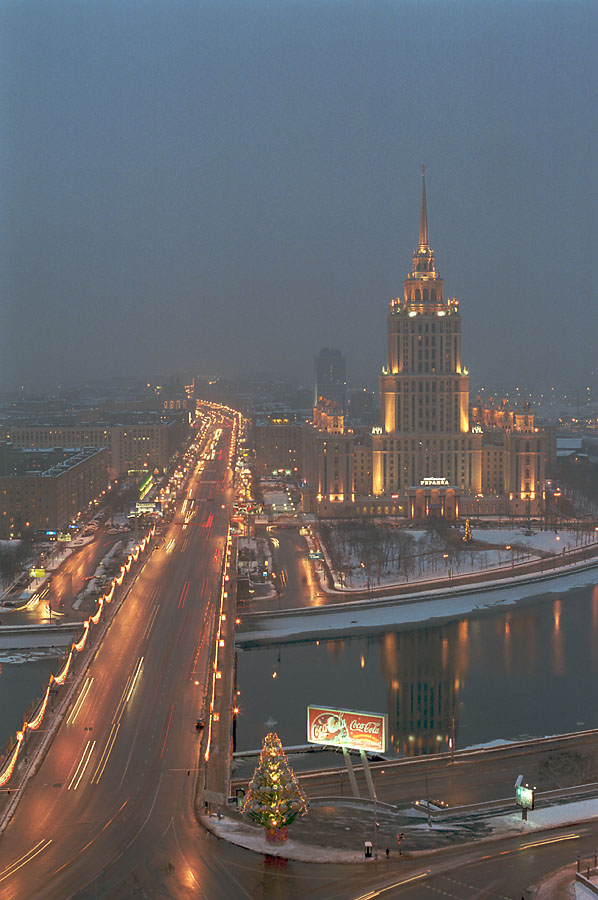
ホテル・ウクライナ

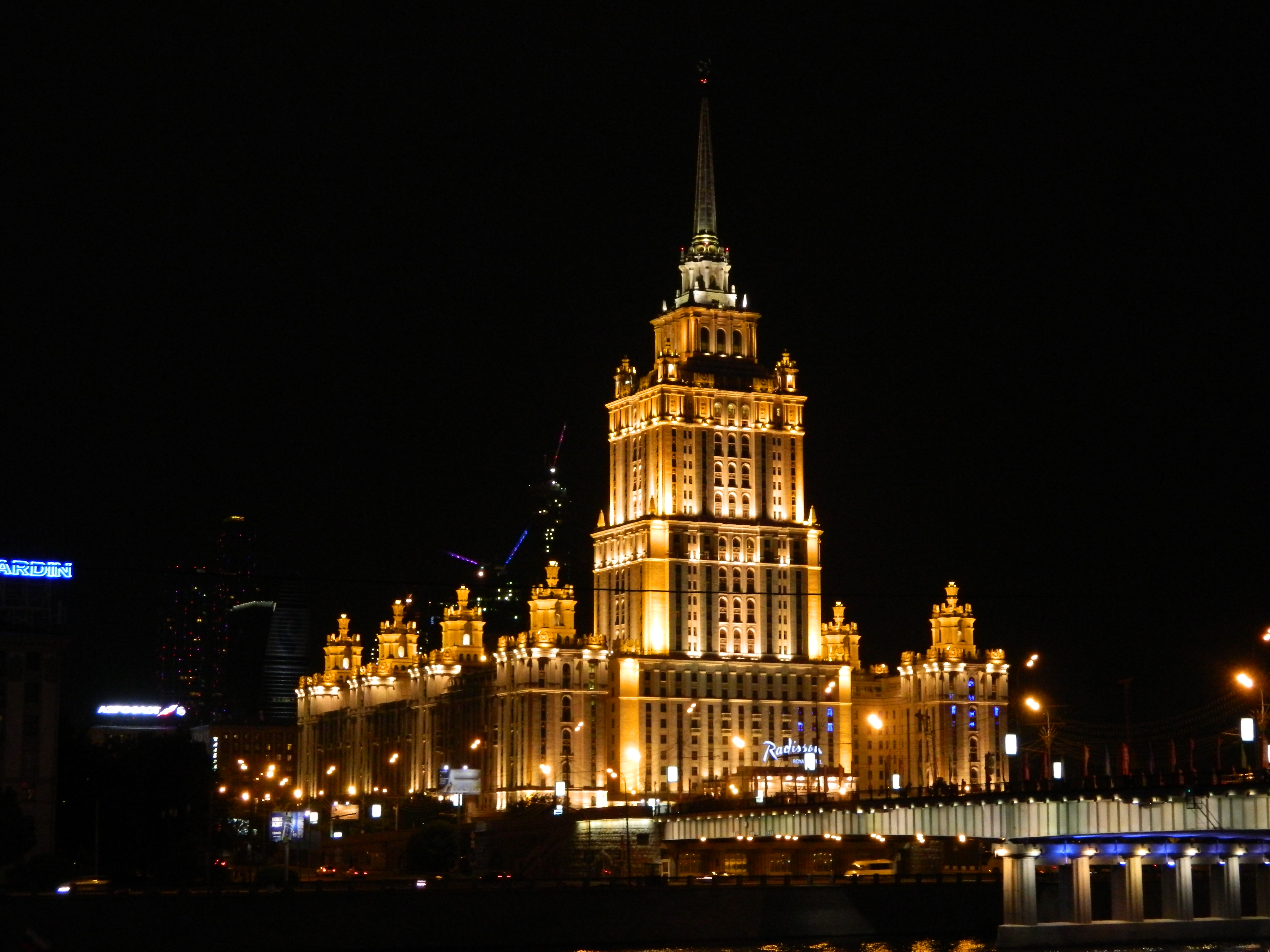
ホテル・ウクライナ

## アクセス
下記のいずれの駅からも徒歩10分。
- モスクワ地下鉄3号線キエフスカヤ駅
- モスクワ地下鉄4号線キエフスカヤ駅
- モスクワ地下鉄5号線キエフスカヤ駅
- キエフスキー駅